# ارنستین شومان-هاینک
ارنستین شامان-هاینک (انگلیسی: Ernestine Schumann-Heink؛ ‏ ۱۵ ژوئن ۱۸۶۱ – ۱۷ نوامبر ۱۹۳۶) خواننده کنترآلتوی اپرا آلمانی‌تبار اهل پادشاهی بوهم در امپراتوری اتریش بود.
از فیلم‌هایی که وی در آن‌ها نقش داشته است، می‌توان به بازدید میبل و چاقالو از نمایشگاه جهانی سان فرانسیسکو اشاره نمود.